# サン・セコンド伯爵ピエル・マリア・ロッシの肖像

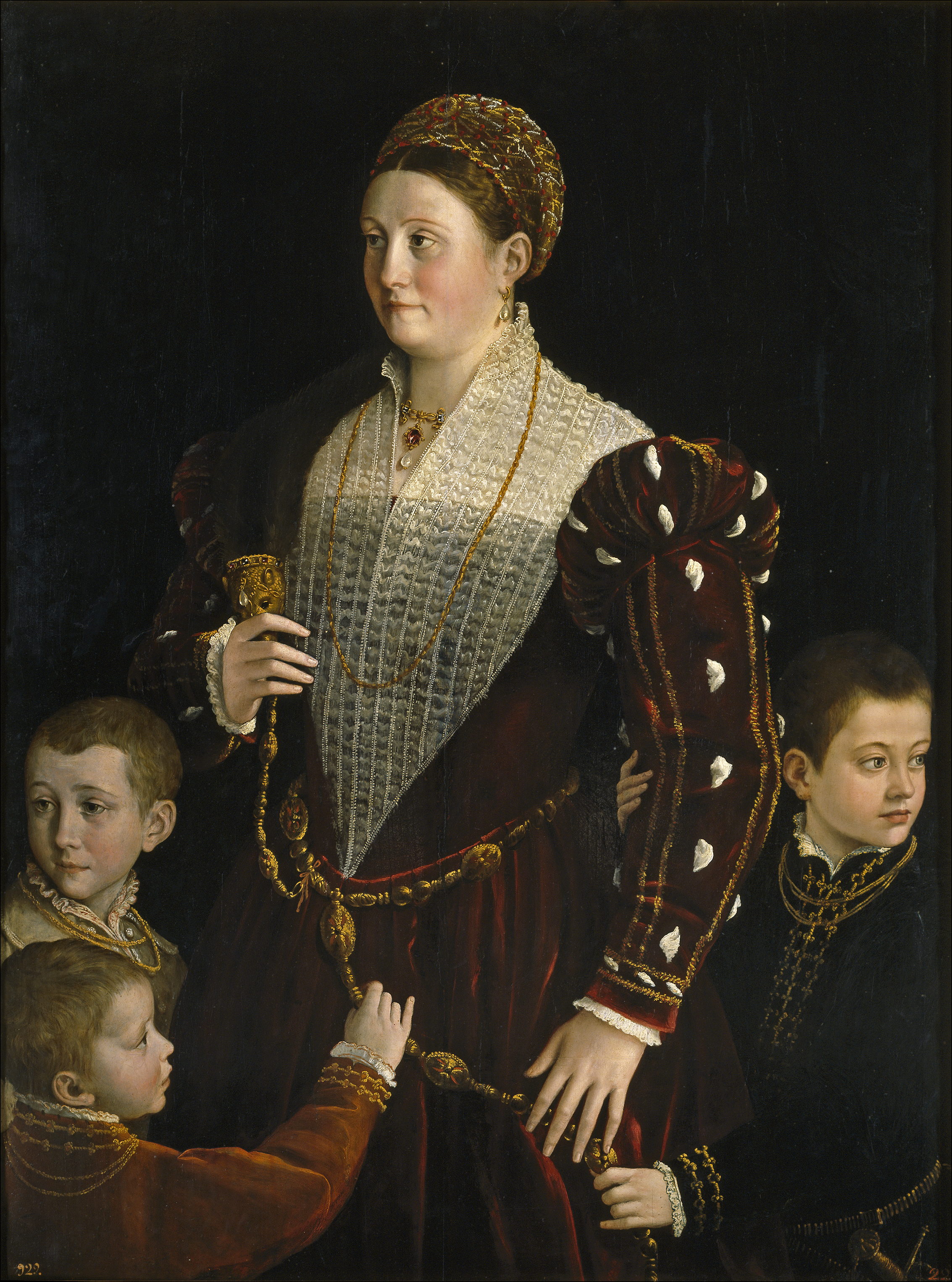
『カミッラ・ゴンザーガと三人の息子の肖像』、プラド美術館

『サン・セコンド伯爵ピエル・マリア・ロッシの肖像』（サン・セコンドはくしゃくピエル・マリア・ロッシのしょうぞう、伊: Ritratto di Pier Maria Rossi di San Secondo）は、イタリアのマニエリスム期の画家、パルミジャニーノにより1539年頃に制作された。スペイン、マドリードのプラド美術館に収蔵されている。モデルの人物はサン・セコンド伯爵であり、作品は伯爵夫人とその子供たちの集団肖像画、『カミッラ・ゴンザーガと三人の息子の肖像』と対をなしているが、『カミッラ・ゴンザーガと三人の息子の肖像』のほうはパルミジャニーノへの帰属が一致して認められているわけではない。

## 歴史
本作はサン・セコンド伯爵の肖像画として、マドリード王宮の1686年の所蔵品目録に記載されている。人物は、この記載に基づいてピアル・マリア III世・デ・ロッシと特定され、ロッシ家の子孫の一人も、パルミジャニーノ作のピエル・マリアの肖像画の存在について1630年に記載している。
フェリペ4世が、いくつかの領地に関するパルマのファルネーゼ家との論争のためにロッシ家を支援した後、本作は1664年にスペインにもたらされた。作品は1535年から1539年頃の制作とされている。その根拠は、肖像画に描かれているピエル・マリア（1508年生まれ）の年齢と、パルミジャニーノと同時代の美術史家、ジョルジョ・ヴァザーリによる「1535年から1539年に、パルミジャニーノはピエル・マリアの宮廷に避難した」という叙述である。

## 概要
伯爵は、高価な、黄金のダマスク織の布を背にして立っている姿で描かれている。そして、右側を向いており、概念上は妻の肖像を見つめている。作品は、ラファエロ作の『教皇ユリウス2世の肖像』に着想を得ていると見られている。ピエル・マリアは、長くて幅の広い、毛皮で裏打ちされた黒い上着、同じ色のチョッキ、白いシャツ、そして同時代の「フランス風」カットとパッドの入ったコッドピースを備えた白いズボンを身に着けている。厳格な姿勢と剣の柄の上の手は、ピエル・マリアのコンドッティエーレ（傭兵隊長）としての軍歴を表している。ピエル・マリアはコンドッティエ―レとして神聖ローマ皇帝カール5世、フランスのフランソワ1世、フィレンツェのコジモ1世に仕えた。
右側は、おそらくローマなどモニュメントが豊富な町のある風景である。描かれている事物はまた、伯爵の人生と個人的な興味を示唆している。それらは、古代ローマの戦争の神である、マルスの像、古代ローマの浅浮き彫り（ピエル・マリアのコレクターとしての関心の象徴）、そして文学への愛を仄めかす何冊かの本（ピエル・マリアは、詩人ピエトロ・アレティーノの文通相手であった）である。そのうちの一冊には「インペリオ」という碑文があり、作品が描かれた当時の皇帝カール5世へのピエル・マリアの献身を示唆している。
右側のマルスの像のように引き伸ばされ、長身化されたピエル・マリアは『長い首の聖母』の世俗的男性版と言える。